# Cercopithecus doggetti
Cercopithecus doggetti är en primat i släktet markattor som förekommer i centrala Afrika. Populationen infogades fram till 2001 som underart i diademmarkatta (Cercopithecus mitis) och flera verk godkänner den som art. IUCN förtecknar populationen fortfarande som underart.

## Utseende
Ovansidan har en spräcklig gråaktig färg, ibland med inslag av gul. Typisk är en gråspräcklig diadem på det svarta huvudet. Även runda fläckar på kinderna är gråspräckliga. Ett vitt skägg saknas.

## Utbredning och ekologi
Cercopithecus doggetti lever i Rwanda, i norra Burundi och i angränsande regioner av Kongo-Kinshasa, Uganda och Tanzania. Den vistas i kulliga landskap och bergstrakter mellan 770 och 2700 meter över havet. Individerna vistas i olika fuktiga skogar, ofta med bambu som undervegetation.
Exemplaren bildar små familjegrupper.

## Hot
Denna markatta hotas av skogsröjningar. Flera exemplar dödas för att komma åt viltkött eller när de hämtar födan från odlingsmark. I regionen inrättades olika skyddszoner och hela populationen är fortfarande stor. IUCN listar arten som livskraftig (LC).